# Cat Daddy Games
Cat Daddy Games es una desarrolladora de videojuegos estadounidense con sede en Kirkland, Washington, que ha desarrollado juegos para las editoras Take-Two Interactive, Activision, Electronic Arts, Sierra Entertainment y Microsoft. Cat Daddy es actualmente una filial propiedad de Take-Two Interactive Software, Inc. y es conocida por su serie de Carnival de juegos para la Wii, las contribuciones a la serie de juegos Tycoon y su producción de títulos de poco coste.
Desde 2007, Cat Daddy ha tenido un modesto éxito con el lanzamiento de Carnival Games para la Nintendo DS y Wii, con el envío de más de 7 millones de copias en todo el mundo, haciendo de él uno de los mayores títulos para el Wii en 2007-08 , además de ser disco de oro. Carnival Games: Minigolf fue lanzado en 2008, con ventas similares. Y el año pasado lanzó una secuela, New Carnival Games fue lanzado el 21 de septiembre de 2010, al mismo tiempo para Wii y Nintendo DS.